# Ласкано, Эриберто
Эрибе́рто Ласка́но Ласка́но (исп. Heriberto Lazcano Lazcano; 25 декабря 1974 года — 7 октября 2012 года), также известный под позывным Z-3 (Зета-3, Zeta-3) и прозвищами Эль Ласка (исп. El Lasca) и Палач (исп. El Verdugo) — мексиканский наркоторговец, руководитель наркокартеля «Лос-Сетас». Входил в список 37 крупнейших мексиканских наркобаронов, разыскиваемых полицией. В возрасте 17 лет Ласкано вступил в ряды армии Мексики, служил в составе Аэромобильной группы спецназа (GAFE). В ходе своей службы Ласкано прошёл специализированную подготовку при участии инструкторов из Армии США и армии обороны Израиля, но в 1998 году, отслужив 7 лет, он дезертировал из мексиканской армии. Позже он был завербован наркобароном Осиелем Карденасом Гильеном и Артуро Гусманом Десена, вступив в ряды картеля Гольфо: вместе с ещё 30 солдатами он вошёл в его военизированное крыло, ставшее в дальнейшем известным под названием «Лос-Сетас». Ласкано подвергал своих жертв пыткам и расправлялся с ними особо жестокими способами (в том числе скармливая львам и тиграм на ранчо), за что получил прозвище «Палач» (исп. El Verdugo). 7 октября 2012 года Ласкано был убит в ходе перестрелки со спецназом ВМС Мексики, а его тело после смерти было похищено из похоронного бюро.

## Ранние годы
Эриберто Ласкано Ласкано родился 25 декабря 1974 года. По одним данным, местом рождения Ласкано является город Апан, расположенный в мексиканаском штате Идальго, по другим — город Сингилукан в том же штате, по третьим данным — город Акатлан из того же штата; при этом в свидетельстве о рождении Ласкано указывался штат Веракрус. По словам людей, приближённых к окружению руководства «Лос-Сетас», Эриберто Ласкано был одним из троих детей Рамона Ласкано, родившихся в первом браке. Первые три года он провёл со своими братьями Педро и Габриэлем, пока не переехал непосредственно в город Апан, где семья занималась сельским хозяйством. Всех троих братьев отправились затем учиться в Мехико, откуда они вскоре вернулись к семье. В 1990-е годы вся семья переехала в город Пачука-де-Сото. Эриберто учился в разных государственных школах, но в итоге так и не получил даже среднего образования. Последовав примеру брата Габриэля, отслужившего в мексиканской армии, Ласкано в возрасте 17 лет добровольно ушёл служить в армию.
Воинскую службу Ласкано формально начал 5 июня 1991 года, приступив к обучению на базе 18-й военной зоны в городе Пачука-де-Сото, столице штата Идальго. В ходе обучения он изучал тактику и стратегию ведения боя. Во время президентства Эрнесто Седильо Ласкано участвовал в конфликте в Чьяпасе, подавляя вооружённые выступления сапатистов. Позже он был направлен в Северную Мексику в рамках программы по усилению безопасности, где участвовал в операциях против картелей наркоторговцев. За время своей службы в мексиканской армии Ласкано прошёл дополнительную подготовку под руководством инструкторов из Армии обороны Израиля и Армии США. В частности, он обучался методам ведения антипартизанской борьбы и тактике антитеррористических операций; снайперской стрельбе; методам ведения боёв в джунглях, горах, пустыне, на море и в городской местности; использованию взрывчатки, крупнокалиберного стрелкового оружия и гранатомётов, а также специализировался на военной разведке. После службы на юго-востоке страны Ласкано перешёл в Аэромобильную группу спецназа (GAFE) — мексиканское спецподразделение, специализировавшееся на борьбе с сепаратистскими группировками (наподобие Сапатистской армии национального освобождения) и наркокартелями. Прослужив несколько месяцев в штате Тамаулипас, 27 марта 1998 года Ласкано дезертировал из рядов мексиканской армии, дослужившись до звания капрала.

## Криминальная деятельность

### Лидер «Лос-Сетас»
После дезертирства из армии Ласкано был завербован наркобароном Осиелем Карденасом Гильеном и Артуро Гусманом Десена, вступив в ряды картеля Гольфо. Он вместе с группой других дезертиров из мексиканской армии вошёл в отряд силовиков при картеле, который позже стал отдельной группировкой под названием «Лос-Сетас». Он возглавлял службу безопасности в картеле Гольфо, руководил силовыми операциями картеля Гольфо и «Лос-Сетас», а также управлял большей частью финансов «Зетас». Согласно данным Генеральной прокуратуры Мексики, Ласкано был третьим в иерархии картеля «Лос-Сетас», поэтому был известен под позывным Z-3. По одной из версий, буква Z в позывных была заимствована у мексиканских вооружённых сил, которые ввели такие позывные в 1996 году: у генералов начинались с буквы Y (Yanquis), у полковников — X (Equis), у рядовых бойцов — Z. Лидер группировки Артуро Гусман Десена, убитый в 2002 году, использовал позывной Z-1. Среди прозвищ, псевдонимов и позывных, которые использовал Ласкано, были не только «Z-3», но и «Лас» (исп. Laz), «Эль Ласка» (исп. El Lazca), «Бронза» (исп. El Bronce), «Манекен» (исп. El Muñeco), «Болван» (исп. El Pitirijas), «Судья» (исп. El Licenciado) и «Палач» (исп. El Verdugo).
Ласкано стал неотъемлемой частью руководства «Лос-Сетас» благодаря тому, что сыграл важную роль в отражении одного из нападений, осуществлённых картелем Синалоа. Однако фактическим лидером «Лос-Сетас» он стал после того, как были арестованы Осьель Карденас Гильен (14 марта 2003 года) и Рохелио Гонсалес Писанья (октябрь 2004 года). Под руководством Ласкано картель «Лос-Сетас» стал вербовать больше бойцов в свои ряды — среди новобранцев были бывшие солдаты мексиканской армии, бойцы гватемальского спецназа «Каибилес», мексиканские полицейские и обычные уличные бандиты. Ласкано были созданы региональные ячейки «Лос-Сетас», которые занимались и другой преступной деятельностью, помимо наркоторговли: эта реструктуризация привела к тому, что рядовые бойцы «Зетас» знали в лучшем случае самую малость об основных крупных операциях картеля. В связи со своим военным прошлым Ласкано ввёл «воинскую культуру» в своём эскадроне: новобранцам присваивались звания от «лейтенанта» до «командира», а сами они тщательно обучались военной тактике.
Ласкано обладал хорошей способностью объединять силы картеля. Он уделял большое внимание таким вопросам, как закупка оружия, поиск помещений для обучения бойцов приёмам, проведение инструктажа и многое другое, используя при подготовке личного состава разные современные технологии. Занимаясь подготовкой боевиков, он прививал жёсткую дисциплину своим людям, обеспечивая в каждом из бойцов картеля сочетание военной точности с преступной жестокостью. Иногда он отправлялся со своими людьми в какой-либо из штатов Мексики, предварительно выясняя имена ключевых фигур в сфере местного наркобизнеса, похищения людей и работорговли. Он расправлялся с конкурирующими лидерами, а их подчинённым предлагал либо присоединиться к «Лос-Сетас», либо умереть. Криминальная империя Ласкано на пике своего могущества насчитывала 10 тысяч боевиков, орудовавших по всей Мексике, а в зону их влияния входили 11 мексиканских штатов, несколько южных штатов США и даже некоторые другие государства Латинской Америки. В ноябре 2005 года американский журнал Details включил Ласкано в список 50 наиболее влиятельных людей мира моложе 39 лет: факт публикации раскритиковали некоторые представители мексиканского академического сообщества.

### Кровожадные пытки и расправы
Мексиканская прокуратура характеризовала Ласкано как человека, склонного к жестоким убийствам, насилию и предательству. СМИ неоднократно называли Ласкано одним из самых кровожадных и жестоких людей в «Лос-Сетас»: были распространены слухи, что некоторых из врагов картеля он бросал на растерзание львам и тиграм, которые жили у него на ранчо. Некоторые из находящихся под государственной защитой свидетелей утверждали, что Ласкано мог или отдавать своих пленников на растерзание диким животным и наблюдать за этим жутким зрелищем, или просто заморить их голодом. Один из журналистов рассказывал, что одного из своих врагов Ласкано привязал к дереву и избил до полусмерти, переломав тому ноги, а затем уходил и оставлял свою жертву привязанной к дереву, обрекая её на голодную смерть в течение двух-трёх дней. Своих некоторых жертв бандиты обезглавливали, а головы выставляли на всеобщее обозрение, чтобы внушать ужас своим врагам.
Некоторых из своих жертв Ласкано приказывал раздеть догола и избивать доской: подобная пытка стала известна под названием «Леденец» (исп. La Paleta). Жестокие допросы, пытки и расправы Ласкано проводил ещё и с той целью, чтобы продемонстрировать своим подчинённым, что их ждёт в случае предательства или запрещённого картелем действия. Так, когда он узнал, что кто-то из его людей воровал из казны картеля, то приказал своим людям схватить вора и забить его строительными досками до смерти, а его сообщника заставил смотреть на смерть жертвы. У убитого он даже вырезал сердце, но, в отличие от других наркобаронов, которые нередко предлагали своим гостям съесть сердце жертвы, он просто выбросил его. Иногда своих жертв (или детей своих врагов) он мог окунуть в огромную бочку с кипящим маслом. Ему приписываются и некоторые техники обезглавливания, путём которых «Зетас» расправлялись со своими врагами. За подобную кровожадность и жестокость пресса прозвала Ласкано «Палачом» (исп. El Verdugo).
За время его преступной деятельности Ласкано инкриминировалось участие в убийствах более чем сотни людей. Так, 22 июня 2004 года Ласкано, действуя в составе группы боевиков картеля, убил журналиста Франциско Ортиса Франко, одного из редакторов издания Zeta в Тихуане. Тот был застрелен на глазах двух своих детей в собственном автомобиле, когда выходил из клиники. 20 января 2005 года трое сотрудников федеральной тюрьмы города Матаморос (двое охранников и их начальник) были похищены, подвергнуты пыткам и затем убиты выстрелами в голову: их тела были найдены в Ford Explorer в двух километрах от тюрьмы. СМИ утверждали, что и к этому убийству были причастны «Лос-Сетас» во главе с Ласкано. По версии властей штата Чиуауа, выдвинутой в 2012 году, картель мог быть причастен и к убийству общественного деятеля Маризелы Эскобедо Ортис в 2010 году. По данным федеральной прокуратуры Мексики, во время пребывания Ласкано во главе «Лос-Сетас» бандиты картеля организовали убийство 72 мигрантов в Сан-Фернандо в 2010 году, а также устроили поджог казино в Монтеррее в 2011 году, жертвами которого 52 человека. Среди людей, подвергавшихся нападению со стороны картеля, были два сотрудника Иммиграционной и таможенной полиции США — Хайме Сапата (убит в 2011 году) и Виктор Авила (ранен).

### Междоусобные войны
С 2004 года в отношениях «Лос-Сетас» и картеля Гольфо стал намечаться разрыв, связанный со стремлением «Зетас» стать независимой группировкой. В 2005 году Ласкано подготовил небольшую группу киллеров, которой дал задание уничтожить основателей картеля Бельтран Лейва — Артуро Бельтрана Лейву и четырёх его братьев — и Эдгара Вальдеса Вильярреала, работавшего на картель Синалоа. Эта операция была провалена отчасти благодаря вмешательству Федерального агентства расследований (AFI), а киллеры были переданы Вальдесу Вильярреалу, который заснял на видео их казнь. В 2007 году традиционному формату отношений «хозяин—телохранитель» между Гольфо и «Зетас» пришёл конец, что отчасти было связано с экстрадицией Осиеля Карденаса Гильена в США: между ними стала зарождаться вражда. Её удалось сдержать после заключения «непростого перемирия», по итогам которого Ласкано вошёл в состав своеобразной «тройки», руководившей картелем Гольфо: в этой тройке присутствовали старший брат Осиеля Антонио «Тони Тормента» Карденас Гильен по прозвищу и Хорхе Эдуардо «Эль Косс» Костилья Санчес. Все трое старались не встречаться очно и общались преимущественно по телефону, а на встречах обсуждали выплаты посредникам и цены на партии наркотиков (кокаина и марихуаны). По словам наблюдателей, все трое старались держаться вместе, чтобы контролировать наркоторговлю в Техасе. Летом 2007 года все трое встречались несколько раз, чтобы обсудить возможное заключение мира с картелем Синалоа и подписание «пакта о ненападении», но если Карденас Гильен и Костилья Санчес выступали за то, чтобы прекратить длившуюся прежде вражду Гольфо и Синалоа, то Ласкано не был согласен с этим.
В октябре 2007 года после того, как в городе Альтамира полицией была перехвачена партия наркотиков, включавшая 13 т кокаина, Ласкано стал всё больше отдаляться от своих партнёров. Предполагается, что это повлияло на его стремление искать новые источники доходов для существования «Лос-Сетас». Одним из таких источников стали скачки в городе Руидозо, в которых участвовали лошади, принадлежавшие некоторым членам картеля: в частности, Мигель Тревиньо Моралес и двое его братьев занимались уходом за лошадьми и подготовкой их к скачкам. К 2008 году Ласкано сформировал союз с братьями Бельтран Лейва, руководившими их собственным картелем, и с Висенте Каррильо Фуэнтесом из картеля Хуареса.
Напряжённость в отношениях «Лос-Сетас» и картеля Гольфо усилилась после того, как в конце 2008 года был арестован один из командиров картеля Гольфо Хайме «Эль Хаммер» Гонсалес Дюран, а на его место был назначен Эктор Мануэль «Эль Карис» Сауседа Гамбоа, который был ставленником не от «Зетас». Последние решили устранить его силой, в связи с чем 17 февраля 2009 года они перекрыли все дороги в Рейносе и начали обыски в городе, пытаясь найти и устранить «Эль Кариса». Однако в охоту на него включились мексиканские полиция и армия, которые и уничтожили его ещё до того, как «Лос-Сетас» добрались до тела Сауседа Гамбоа. С этого момента в городе начались постоянные перестрелки и разборки между «Зетас» и картелем Гольфо. 18 января 2010 года «Лос-Сетас» окончательно разорвали отношения со своим бывшим «нанимателем» в лице картеля Гольфо после того, как последними был похищен Виктор Пенья Мендоса (исп. Víctor Peña Mendoza), он же «Конкорд 3» (исп. El Concord 3) — помощник одного из руководителей «Лос-Сетас» Мигеля Тревиньо Моралеса (Z-40) — и жестоко убит. Они объявили картелю Гольфо крупномасштабную войну, затронувшую штаты Тамаулипас и Нуэво-Леон на северо-востоке страны. Эта война обернулась тысячами убитых невинных людей, а «Зетас» в итоге стали одной из крупнейших преступных организаций Мексики наряду с картелем Синалоа.
В августе 2012 года генеральный прокурор Мексики Марисела Моралес Ибаньес сообщила, что в самом картеле идёт борьба за влияние между людьми Эриберто Ласкано и Мигеля Тревиньо Моралеса (Z-40). Представители полиции США и вовсе утверждали, что Тревиньо Моралес, который был ранее заместителем лидера «Лос-Сетас», сместил Ласкано с поста руководителя картеля и взял власть в свои руки. Изначально Ласкано высоко оценивал присутствие Тревиньо Моралеса в рядах своих людей, однако недооценил его возможности и предоставил ему слишком широкие полномочия. Тревиньо Моралес благодаря своему возраставшему влиянию заручился поддержкой многих членов «Лос-Сетас», в то время как Лоскано стал её терять. Они расходились и во взглядах: Ласкано стремился сохранить целостность организации и не хотел, чтобы она стала проблемой для нового главы государства Энрике Пенья Ньето, в то время как Тревиньо Моралес предпочитал грубую силу и насилие, а также просто любил «драться ради самой борьбы». Техасская газета The Monitor писала, что без единого лидера картель мог не просто расколоться, но и увязнуть в междоусобных войнах.
Несмотря на распространявшиеся незадолго до смерти Ласкано утверждения о том, что вся власть над картелем уже была сосредоточена фактически в руках Тревиньо Моралеса, согласно отчётам ВМС Мексики, Тревиньо Моралес оставался в подчинении «Эль Ласка» вплоть до смерти последнего. Люди Тревиньо Моралеса действительно выражали своё нежелание видеть его среди руководителей картеля на фоне проводившейся перегруппировки и реструктуризации всех «Лос-Сетас», но основанием для этого был разрыв Тревиньо Моралеса с другим сообщником — Иваном Веласкесом Кабальеро, известным также как Z-50 и «Эль Талибан» (исп. El Taliban), который был арестован в мае 2012 года.

## Поиски
Власти США и Мексики объявили Эриберто Ласкано в розыск по обвинениям в многочисленных убийствах и торговле наркотиками, а руководителям картеля Гольфо и «Лос-Сетас» тоже инкриминировали дачу взяток на суммы миллионов долларов, которые осуществлялись в течение более чем двух лет. Окружной суд США по округу Колумбия предъявил 20 членам картеля «Лос-Сетас», среди которых был и Ласкано, обвинения в производстве и сбыте в США не менее 5 кг кокаина и не менее 1 т марихуаны по предварительному сговору. Государственный департамент США и Министерство юстиции США предлагали награду в размере 5 миллионов долларов США за любую информацию, которая привела бы к поимке Ласкано, а мексиканские власти предлагали за эти же сведения награду в размере 30 миллионов мексиканских песо (около 2 миллионов долларов США по курсу того времени). 20 июля 2009 года Министерство финансов США ввело санкции против Эриберто Ласкано и ещё трёх человек в соответствии с Актом о криминальных авторитетах, назвав всех четверых причастными к международной наркоторговле. В соответствии с этим актом гражданам США и американским компаниям запрещалось вести бизнес с Ласкано, а все его гипотетические активы в США подлежали заморозке.
Руководители органов правопорядка включили его в список 37 крупнейших мексиканских наркобаронов, объявленных в розыск. По мнению ряда специалистов, в этом списке из 37 человек по степени представляемой опасности Ласкано занимал второе место, уступая только Хоакину «Эль Чапо» Гусману Лоэре. В то же время, по оценке The Guardian, Ласкано и Гусман радикально отличались друг от друга и представляли совершенно разный масштаб опасности для мексиканского правительства: «Лос-Сетас» были картелем современного образца, обожавшим насилие и жестокость, в то время как Гусман представлял собой современный вариант наркобарона «старой школы», который вынужден был часто из-за террора от «Лос-Сетас» действовать вопреки собственной политике. Несмотря на принимаемые меры, Ласкано долгое время оставался неуязвимым и даже открыто рекламировал картель. Так, на американо-мексиканской границе в городах Рейноса и Нуэво-Ларедо его людьми были вывешены баннеры с предложением мексиканским солдатам дезертировать из армии, где платилось мизерное жалование, и перейти на службу в картель, где предлагались более высокие заработки.
СМИ неоднократно сообщали о смерти Ласкано (в том числе и о факте его убийства), однако эти слухи постоянно опровергались властями США и Мексики. Одно из первых ложных сообщений об убийстве Ласкано датировалось 5 сентября 2007 года, когда его объявили погибшим в результате перестрелки с военными в Тамаулипасе («Эль Ласка» якобы получил пять пулевых ранений). Издания The Monitor и The Brownsville Herald сообщали, что 17 июня 2011 года Ласкано якобы был убит в результате перестрелки с мексиканскими солдатами на улицах города Матаморос, где «Лос-Зетас» якобы проводили встречу с представителями картеля Гольфо. Однако ни американские, ни мексиканские власти это не подтвердили, а Государственный департамент США сообщил, что в результате перестрелки был убит не Ласкано, а совершенно другой человек. Однако после того, как факт гибели Ласкано был опровергнут, он находился вне поля зрения общественности: пресса полагала, что он мог скрываться где-то в Европе или Южной Америке.
12 октября 2011 года полиция задержала одного из помощников Ласкано, имя которого не называлось. 21 апреля 2012 года вооружённые силы Мексики провели рейд в городе Монклова (штат Коауила) с целью поимки Ласкано, который якобы находился на частной вечеринке. Там выступала группа Banda Jerez, которая исполняла песню Lazca в честь самого Ласкано. Сам Ласкано успел сбежать со сцены и избежать поимки, однако самих музыкантов арестовали для проведения допроса и отпустили только через неделю. Выступления музыкантов на вечеринках у наркобаронов были обыденной вещью: так, в декабре 2006 года на рождественской вечеринке в спорткомплексе «Лас-Лиебрас» в городе Рио-Браво, устроенной «Лос-Сетас», выступала обладательница Латинской Грэмми Алехандра Гусман. Сами руководители картеля устраивали обильные ужины с алкоголем и наркотиками, не только приглашая артистов на выступления, но и привозя проституток.
Поиски Ласкано осложнялись крайне малым количеством фотографий, на которых был изображён сам наркобарон, а также слухами о том, что он якобы сбежал за границу: в частности, в мае 2012 года арестованный полицией высокопоставленный командир «Лос-Сетас» Иван Веласкес Кабальеро утверждал, что Ласкано скрывался в Гватемале. Ласкано прилагал большие усилия, чтобы не привлекать к себе внимания и оставаться «в тени»; тот факт, что во время своей службы он специализировался на военной разведке, усложнял задачу его поимки. Однако силами ВМС Мексики в течение года были арестованы ряд руководителей «Лос-Сетас», причём один из руководителей картеля был арестован 27 сентября, незадолго до гибели Ласкано. С одной стороны, мексиканцам оказала помощь в поимке лидеров картеля американская разведка; с другой стороны, мексиканцы удачно воспользовались царившими в рядах «Зетас» раздорами и разногласиями.

## Смерть

### Операция по ликвидации
7 октября 2012 года спецназ ВМС Мексики арестовал в городе Нуэво-Ларедо штата Тамаулипас Сальвадора Альфонсо Мартинеса Эскобедо (исп. Salvador Alfonso Martínez Escobedo), одного из лидеров картеля «Лос-Зетас», известного под прозвище «Белка» (исп. La Ardilla). Мартинес Эскобедо обвинялся в совершении двух массовых убийств на северо-востоке страны, совершённых в Сан-Фернандо в 2010 (убиты 72 мигранта) и 2011 годах (массовое захоронение с более чем 200 телами), а также в организации двух массовых побегов заключённых из тюрем и убийстве гражданина США Дэвида Хартли (англ. David Hartley) в водохранилище Фалькон недалеко от границы с США 30 сентября 2010 года. Через несколько часов, ориентировочно в 13:30 по местному времени ВМС Мексики получили сообщение от гражданского лица о том, что в городе Прогресо в штате Коауила были замечены вооружённые люди недалеко от бейсбольного стадиона. До заявленного места подразделения морской пехоты добирались в течение получаса. Утверждалось, что Ласкано якобы пришёл на бейсбольный стадион, поскольку там играл родственник его возлюбленной, и выпил несколько бутылок пива. Эриберто Ласкано и его телохранитель находились в пикапе рядом со стадионом, когда на место прибыли бойцы морской пехоты. Увидев военных, Ласкано начал по ним стрелять, и те открыли ответный огонь.
Во время боя местные жители сообщали, что слышали три громких взрыва: предполагалось, что источником этих взрывов были гранаты, которые выпускал по морским пехотинцам оборонявшийся Ласкано. В то же время внятных показаний о том, что именно происходило около поля, никто из местных жителей не дал. В результате боя были убиты сам Ласкано, его сообщник и один морской пехотинец. Ликвидированный сообщник Ласкано находился за рулём пикапа и вёл машину, а сам Ласкано попытался сбежать, но был застрелен примерно в 270 м от машины. По заключению судмедэкспертов, Ласкано был убит в результате попадания пули калибра .223 из винтовки R-15. Вся операция по ликвидации Ласкано заняла намного меньше времени, чем операции по уничтожению таких лидеров картелей, как Антонио Карденас Гильен, Насарио Морено Гонсалес и Артуро Бельтран Лейва, которые длились по несколько часов в связи с большим количеством противостоявших силовикам людей: в тот день Ласкано был очень легко вооружён, а его охрана была минимальной. В ходе обыска в машине были обнаружены гранатомёт, 12 гранат, реактивный противотанковый гранатомёт и два автомата. Первые сообщения о ликвидации преступников в Прогресо появились в Twitter примерно в 22:30 по местному времени.

### Похищение тела и опознание
Изначально в ВМС Мексики посчитали обоих убитых обычными мелкими преступниками, не заслуживавшими пристального внимания, и их тела отправили в похоронное бюро в город Сабинас. Однако оба тела были похищены спустя несколько часов после перестрелки: ночью 8 октября в районе 1:30 несколько тяжело вооружённых мужчин в масках ворвались в здание похоронного бюро и украли оттуда тела убитых Ласкано и его сообщника. Предполагалось, что приказ забрать тела отдал ставший фактическим лидером картеля Мигель Анхель Тревиньо Моралес. Согласно сообщению прокурора штата Коауила Омеро Рамоса Глории (исп. Homero Ramos Gloria), нападавшие вынудили владельца бюро вывезти тела на автомобиле, однако прокурор так и не объяснил, почему тела не были доставлены в государственный морг. Только после похищения тел специалисты решили сверить снятые ими заблаговременно отпечатки пальцев с имевшимися отпечатками пальцев других преступников, а также проанализировать сделанные ими фотографии убитого. По словам официального представителя ВМС Мексики, контр-адмирала Хосе Луиса Вергары Ибарры (исп. Jose Luis Vergara Ibarra), именно этим и была вызвана задержка в опознании тел убитых: мексиканские военные изначально не предполагали, что могли застрелить одного из основателей «Лос-Зетас». Адмирал заявил, что в перестрелке участвовал некий третий преступник, который сбежал с поля боя.
На основании отпечатков пальцев и сделанных фотографий трупа одного из убитых специалисты окончательно установили, что в ходе операции морпехи ликвидировали самого Эриберто Ласкано: у военных сохранились отпечатки пальцев Ласкано ещё с тех времён, как он проходил службу в рядах GAFE, что и позволило им однозначно опознать убитого. Задержанный Мартинес Эскобедо лично знал Ласкано и даже назначил его крёстным отцом на своей свадьбе в 2010 году: он оказался одним из тех, кто участвовал в опознании «Эль Ласка», хотя не было предъявлено каких-либо свидетельств того, опознавал ли Мартинес Эскобадо убитого по фотографиям или присутствовал лично при осмотре тела. Американские спецслужбы запросили образцы ДНК, взятые мексиканцами, для собственной сверки и подтверждения того, что Ласкано действительно был ликвидирован. Мексиканские власти для устранения любых сомнений объявили о намерении эксгумировать останки одного из родственников Ласкано, чтобы по итогам экспертизы подтвердить родство погибшего. Правительство отказалось публиковать результаты экспертизы, сославшись на риски в случае разглашения следственной информации, и заявило, что результаты экспертизы будут засекречены как минимум до 2024 года. В связи с этим в мексиканской общественности стали распространяться слухи о том, что Ласкано якобы может быть ещё жив.

## Поминальные мероприятия
В феврале 2012 года поступили сведения, что Ласкано заблаговременно выстроил в штате Идальго для себя пышный склеп в модернистском стиле: строительство подобных склепов было обычным делом для наркобаронов. Склеп представлял собой приблизительную копию церкви в районе Эль-Тесонтле города Пачука-де-Сото, которая тоже была построена по распоряжению Ласкано. Однако после его смерти кладбище, где находился этот склеп, не принимало никаких заявок на похороны.
В штате Пуэбла во время празднования Дня мёртвых 2012 года местные жители преподнесли на алтарь ряд даров, чтобы помочь Ласкано «пройти через Миктлан»: среди этих даров были несколько свечей, живые цветы, фотография Ласкано, стакан со свекольным соком, копия Конституции Мексики, книга с анекдотами и книга о черепах. В октябре 2014 года в штате Веркарус одна из региональных газет опубликовала некролог по случаю второй годовщины смерти Ласкано и описала подробно церковную службу, проведённую в местной церкви.

## Оценки и мнения

### Обстоятельства ликвидации
Эриберто Ласкано стал крупнейшим лидером наркокартелей, убитым мексиканскими силовыми структурами с момента начала нарковойны в 2006 году. По мнению бывшего руководителя отдела международных операций Управления по борьбе с наркотиками Майка Виджила (англ. Mike Vigil), из 37 наиболее разыскиваемых наркобаронов мексиканцами было уничтожено более двух десятков, но из убитых наибольшую угрозу представлял именно Ласкано. Наряду с поимкой Хоакина Гусмана это был крупнейший успех руководства Мексики за время пребывания у власти Партии национального действия, чьи кандидаты Висенте Фокс и Фелипе Кальдерон избирались на пост президента Мексики. Ласкано был убит примерно за 8 недель до истечения полномочий тогдашнего главы Мексики Фелипе Кальдерона, а эта операция стала важным шагом в реализации Кальдероном стратегии по разгрому картелей путём ликвидации или ареста крупных руководителей. Предыдущим в хронологическом порядке крупным лидером наркокартелей, уничтоженным за время войны, стал Игнасио Коронель Вильяреаль из картеля Синалоа, убитый в 2010 году.
Однако ликвидация Ласкано оставила и немало вопросов. В частности, ветеран мексиканской военной разведки Алехандро Хоуп (исп. Alejandro Hope) утверждал, что из-за похищения тела уничтожение Ласкано трудно уже было представить в качестве большой победы, а по мнению писателя Диего Энрике Осорно, вся эта операция началась как фильм о Джоне Рэмбо, а закончилась как фильм Вуди Аллена. Сотрудница Управления криминальных расследований ВВС США Сильвия Лонгимайр писала, что если бы тело Ласкано не было похищено, вся операция могла бы стать безусловной символической победой администрации Фелипе Кальдерона над наркомафией на фоне того, что Кальдерону предстояло уйти в отставку через два месяца. Она же отмечала, что Ласкано был не только одним из основателей картеля, но и фигурой, вдохновлявшей «Лос-Сетас» на дальнейшие действия.
Появление Ласкано в Прогресо журналисты списывали на то, что с января 2012 года там фактически не было муниципальной полиции, сотрудники которой отказались проходить процедуры проверки личностей; этим активно пользовались «Лос-Сетас» для ведения своей криминальной деятельности. То, что рядом с Ласкано был всего один человек, не было удивительным: наркобароны-лидеры картелей обычно передвигались небольшими группами, чтобы не привлекать к себе внимания. В то же время рационального объяснения появления Ласкано около бейсбольного поля не было, если не считать тот факт, что в городе было только две точки с более-менее устойчивой мобильной связью, одна из которых находилась как раз рядом с бейсбольным стадионом. Журналисты штата Коауила утверждали, что факт того, с какой лёгкостью тело было похищено из похоронного бюро, свидетельствовал об огромных масштабах царившей в штате коррупции и фактическом сращивании преступности с местными властями. Участие спецназа ВМС Мексики в операции по уничтожению Ласкано отчасти могло объясняться мотивами мести: «Лос-Сетас» были причастны к убийству семьи морского пехотинца, который погиб в 2009 году в ходе операции по уничтожению лидера другого наркокартеля. Поступали сообщения, что помощь в ликвидации Ласкано оказали американцы, а именно Управление по борьбе с наркотиками, хотя сами американские спецслужбы отрицали эти факты и сами стремились выяснить, каким именно образом морская пехота смогла опознать в убитом бандита по кличке «Эль Ласка».
Факт похищения тела заставил многих мексиканцев сомневаться в том, что Ласкано действительно был убит в тот день мексиканскими военными, однако вывоз тела был одним из негласных правил «Лос-Сетас», в соответствии с которым членам картеля предписывалось ни в коем случае не оставлять своих раненых и убитых бойцов на поле боя. Так, в 2002 году тело убитого основателя «Лос-Сетас» Артуро Гусмана Десены его подчинённые унесли с места гибели, в 2007 году они вскрыли могилу на кладбище города Поса-Рика-де-Идальго в штате Веракрус, чтобы заполучить тело Роберто Карлоса Кармона (исп. Roberto Carlos Carmona), застреленного во время драки на скачках, а в 2010 году примеру «Лос-Сетас» последовали члены картеля Ла Фамилиа Мичоакана, забравшие себе тело своего убитого лидера Насарио Морено Гонсалеса. В то же время на фоне ликвидации или ареста других людей в иерархии «Лос-Сетас» сам картель, по мнению Хоупа, уже застрял в «спирали смерти» (англ. spiral of death).

### Картель после Ласкано
После ликвидации Ласкано формальным и фактическим лидером «Лос-Сетас» стал Мигель Анхель Тревиньо Моралес, который на тот момент был единственным живым руководителем в иерархии «Лос-Сетас», находившимся на свободе, поэтому прямых конкурентов в борьбе за место главаря картеля у него просто не было. Он считался ещё более жестоким и бескомпромиссным человеком, чем Ласкано, но ряд командиров «Зетас» обвиняли его в предательстве собственных товарищей, в том числе арестованного в мае 2012 года Ивана Веласкеса Кабальеро. По данным издания The Tequila Files, ссылавшегося на источники в мексиканских органах власти, Тревиньо мог предать таких членов картеля, как Луис Рейес Энрикес (Z-12), Хайме Гонсалес Дюран (Эль Хаммер / El Hummer) и Даниэль Перес (Эль Чачетес / El Chachetes), арестованных в 2008—2009 годах; Хесус Энрике Рехон Агилар (Z-7, Эль Мамито / El Mamito), арестованного в июле 2011 года в Мехико, и Рауль Лусио Эрнандес Лечуга (Z-16), арестованного в декабре 2011 года в Веракрусе. Издание 24 Horas утверждало, что Тревиньо Моралес был информатором Управления по борьбе с наркотиками, и даже допускало то, что он мог предоставить какую-то информацию, которая косвенно привела к гибели Ласкано.
В связи с этим многие издания утверждали о расколе «Лос-Сетас» на людей Тревиньо Моралеса и людей Веласкеса Кабальеро. Сильвия Лонгмайр допускала, что сторонники Веласкеса Кабальеро могут перейти на сторону картеля Гольфо. В первые дни после гибели Ласкано в прессе публиковались множество материалов о ликвидации Ласкано и разные мнения журналистов и аналитиков о вариантах развития событий в картеле после гибели его лидера. Одни утверждали, что смерть Ласкано и непризнание Тревиньо Моралеса рядом бандитов в качестве нового лидера могли привести к полному развалу «Лос-Зетас» на несколько враждующих группировок или как минимум к расколу на два лагеря с очередной волной насилия нарковойны. В частности, издание InSight Crime и вовсе предрекало распад «Лос-Сетас» на несколько более слабых группировок, которых попытаются уничтожить при первой возможности другие крупные картели. Другие полагали, что Тревиньо Моралес будет единолично признан новым лидером, который сможет примирить враждующие стороны, и новой волны насилия не будет. После гибели Ласкано официальный представитель ВМС Мексики Хосе Луис Вергара заявил на очередном брифинге, что Тревиньо Моралес стал лидером картеля «естественным» путём, а каких-либо признаков намечавшейся насильственной борьбы за власть и влияние в картеле не просматривалось.
Преподаватель Высшего университета Клермонта Роберт Дж. Банкер полагал, что смерть Эриберто Ласкано нанесла серьёзный удар по «мифу о неуязвимости» картеля, в связи с чем как минимум в Сьюдад-Хуарес они должны были уступить своё влияние людям из картеля Каррильо Фуэнтеса. В случае распада «Лос-Сетас» наибольшую выгоду от этого, по мнению Банкера, получил бы картель Синалоа, с которым враждовали «Зетас». В то же время «военная модель», которую привил картелю Ласкано, должна была дать «Зетас» оправиться от потерь и начать путь к возвращению былых позиций. По мнению профессора колледжа Вильгельма и Марии Джорджа Грейсона, больше всех от гибели Ласкано выиграл сидевший тогда в тюрьме Хоакин «Эль Чапо» Гусман Лоэра, который получил шанс благодаря борьбе картелей Гольфо и Синалоа против «Зетас» вернуть в свою сферу влияния город Нуэво-Ларедо, где находился штаб Тревиньо Моралеса.
Преемник Эриберто Ласкано на посту лидера картеля «Лос-Сетас» Мигель Анхель Тревиньо Моралес был арестован 15 июля 2013 года в местечке Анауак мексиканского штата Нуэво-Леон. Обвинения в его адрес содержали 12 пунктов.

## Личная жизнь
Согласно описанию, приводимому Государственным департаментом США, рост Эриберто Ласкано составлял около 172 см (5 футов 8 дюймов), вес около 81,6 кг (180 фунтов), цвет волос — каштановый, цвет глаз — карий. Рост Ласкано по состоянию на день его гибели составлял 180 см, хотя прежде в официальных базах данных Мексики его рост указывался как 160 см. Некоторое время ходили слухи, что у Ласкано якобы был рак в последней стадии, однако судебно-медицинская экспертиза опровергла наличие каких-либо онкологических заболеваний.
По данным издания Dia Siete за декабрь 2005 года, Ласкано проживал в городке Сьюдад-Мигель-Алеман в штате Тамаулипас, между городами Нуэво-Ларедо и Рейноса. Было известно, что в районе Эль-Тесонтле города Пачука-де-Сото, где проживала его семья, на улице Оямель Ласкано построил дом для своей матери, чтобы заодно получить возможность наблюдать за всем, что происходит в районе (мать Эриберто владела рестораном в Пачуке). Построенный дом находился недалеко от штаба 18-й военной зоны, поэтому Ласкано фактически мог следить и за перемещениями военных. На стыке 2000-х и 2010-х Ласкано переехал в штат Коауила: о факте проживания наркобарона было известно абсолютно всем жителям штата.
В 2012 году в мексиканской прессе появились слухи, что у Эриберто Ласкано якобы была невеста по имени Сильвия Стефани Санчес Вьеска Ортис (исп. Silvia Stephanie Sánchez Viesca Ortiz), также известная как «Фанни», которая вечером 5 ноября 2004 года ушла на баскетбольную тренировку и не вернулась домой. По состоянию на 2012 год она всё ещё числилась пропавшей без вести, хотя, по словам родителей, расследование исчезновения девушки не сдвигалось с мёртвой точки. Поводом для возникновения соответствующих слухов стала опубликованная на сайте Mundo Narco фотография Ласкано с некоей девушкой, внешне очень напоминавшей Стефани. Семья похищенной опровергла слухи, заявив, что на фото была изображена не их дочь: мать связалась с изображённой на фото девушкой, которая заявила, что её парнем был не «Эль Ласка», но отказалась предоставлять какую-либо информацию о себе. Заявление о том, что Стефани якобы была невестой Ласкано, оказалось результатом искажения в СМИ первоначальной информации.

## Благотворительность
В районе Эль-Тесонтле города Пачука-де-Сото Ласкано возвёл церковь рядом со старой часовней Сан-Хуан-де-лос-Лагос. У храма был установлен большой металлический крест высотой более 5 м, на здании храма была установлена бронзовая табличка, на которой говорилось, что церковь была возведена при участии Эриберто Ласкано и посвящена папе римскому Иоанну Павлу II и цитатой из Псалма 142: «Господи! услышь молитву мою, внемли молению моему по истине Твоей; услышь меня по правде Твоей» (исп. Señor, escucha mi oración, atiende a mis plegarias, respóndeme, tú que eres fiel y justo). Церковь расположена в 300 м от штаба 18-й военной зоны Сухопутных войск Мексики.
Строительство этого храма и установка таблички от имени Эриберто Ласкано вызвали возмущение среди представителей Римско-католической церкви. С одной стороны, официальный представитель Архиепархии Тулансинго преподобный Хуан Агилар (исп. Juan Aguilar) заявил, что строительство храма было общественным проектом, в финансировании которого Римско-католическая церковь не участвовала и даже не знала об источниках финансирования проекта, так как денежные потоки через неё не проходили. В то же время ординарий Архиепархии Тулансинго Доминго Диас Мартинес заявил, что церкви было прекрасно известно о том, что строительство храма оплатил Ласкано, однако последний допустил ошибку, разместив табличку с указанием своего имени. Генеральный прокурор Мексики заявил о намерении проверить финансирование строительства храма в Эль-Тесонтле на предмет отмывания денег или использования незаконных средств.
Помимо финансирования строительства храма в Эль-Тесонтле, Ласкано спонсировал сооружение ещё ряда зданий и проведение в феврале праздников в честь Богоматери Сан-Хуан-де-лос-Лагос, благодаря чему заручился поддержкой местных жителей. Он же организовывал различные мероприятия в День ребёнка (30 апреля) и всячески их рекламировал через СМИ: прежде подобным занимался Осиель Карденас Гильен ещё до разрыва между «Лос-Сетас» и картелем Гольфо. Традиция продолжилась и после смерти Ласкано.

## Образ в культуре
Во втором сезоне телесериала «Эль Чапо» встречается персонаж «Эль Кано» (исп. El Cano), лидер группировки «Лос-Эмес» (исп. Los Emes), роль которого исполнил Арольд Торрес. Принято считать, что прототипом Эль Кано послужил именно Эриберто Ласкано из «Лос-Сетас».